# Прибутковий будинок Карапета Чернова
Прибутковий будинок Карапета Чернова (рос. Доходный дом Карапета Чернова) — будівля в Ростові-на-Дону, розташоване на перехресті Великої Садової вулиці і Ворошиловського проспекту. Побудована в кінці XIX століття, пізніше було реконструйовано. В даний час будівля займає Ростовський державний економічний університет. Будинок має статус об'єкта культурної спадщини.

## Історія
Триповерховий прибутковий будинок був побудований в 1890-х роках за замовленням купця Карапета Чернова. Пізніше будинок був надбудований до п'яти поверхів за проектом архітектора Ф. С. Ясинського під керівництвом інженера Р. Р. Чорчопьяна.

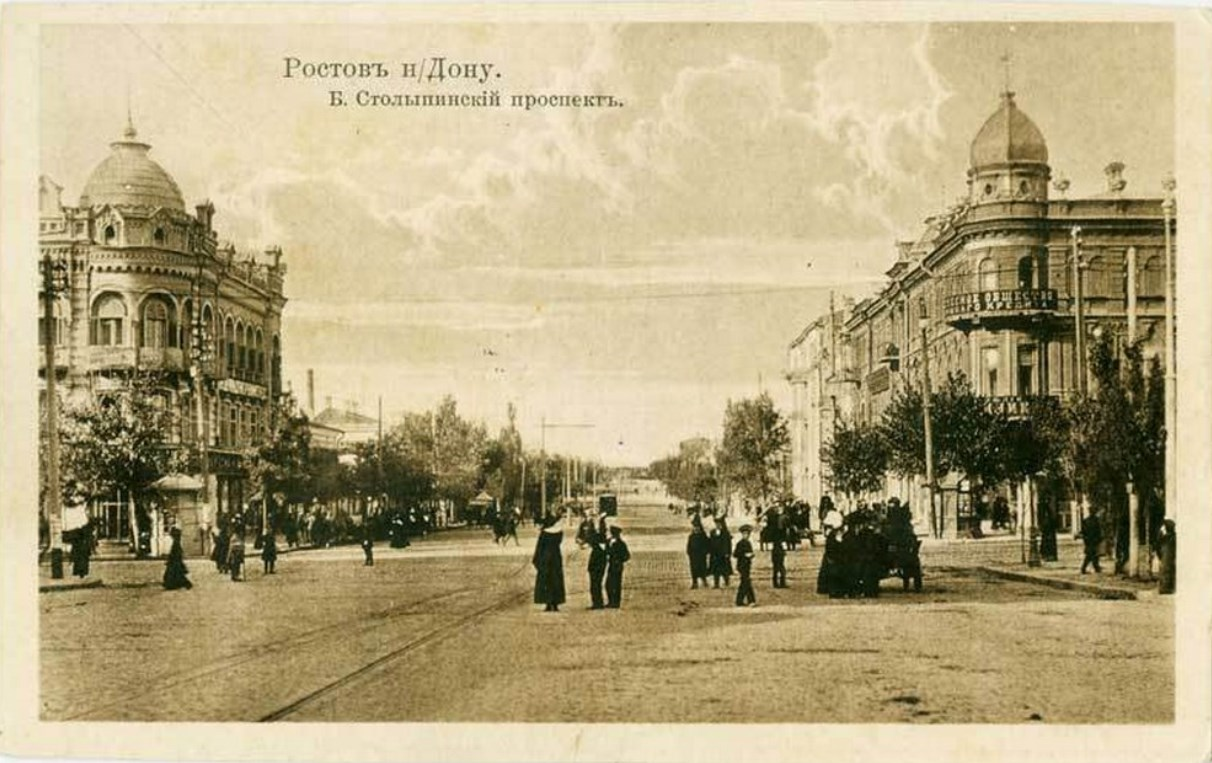
Будинок Чернова (ліворуч) і будинок Мелконова-Езекова (праворуч)

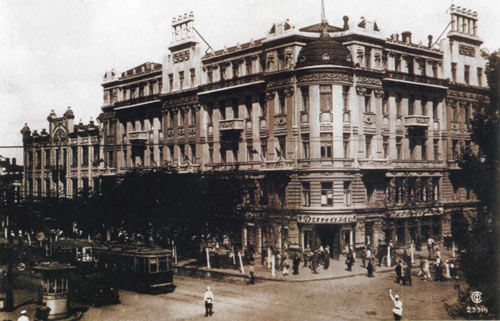
Будинок Чернова після надбудови

З будівництвом прибуткового будинку пов'язана міська легенда про суперечці конезаводчика Карапета Чернова і шерстянщика Гавриїла Мелконова-Єзекова. Щоб з'ясувати, хто з них багатший, купці вирішили побудувати два дохідних будинку на перехресті Великої Садової вулиці і Великого проспекту (тодішня назва Ворошиловського проспекту), один навпроти одного. У суперечці перемагав той, чий будинок був більш шикарним. Спершу дохідні будинки мали по три поверхи, але, коли на початку XX століття в Ростові почався будівельний бум, обидва купця прийняли рішення надбудувати будинки до п'яти поверхів. У підсумку купол будинку Мелконова-Єзекова опинився на кілька метрів вище. Надбудувати купол Чернов не міг, і тоді на даху його будинку були встановлені колони. Завдяки цій особливості городяни прозвали його будинком «з колонами на підпорах».
До жовтневого перевороту 1917 року приміщення в прибутковому будинку орендували Санкт-Петербурзький міжнародний комерційний банк, Купецьке товариство взаємного кредиту, Сільськогосподарський банк і зубний лікар М. М. Сабсович. На початку 1920-х років будинок Чернова був націоналізований. На першому поверсі були відкриті магазини, а на інших поверхах розміщувалися Палац праці, спортивне товариство «Динамо», «Півкавпостзбут» і інші установи. У 1931 році будівлю було передано фінансово-економічному інституту. Будинок Чернова серйозно постраждав під час Німецько-радянської війни. В кінці 1950-х років він був відновлений за проектом архітекторів М. Н. Ишунина і Р. А. Петрова, але вже без колон на даху. Стояв навпроти будинок Мелконова-Єзекова у війну був повністю зруйнований і вже не відновлювався. У 1970-х роках до північної частини будівлі був прибудований семиповерховий корпус.
У 1964 році фінансово-економічний інститут перейменовано в інститут народного господарства. В даний час будівля займає Ростовський державний економічний університет.

## Архітектура

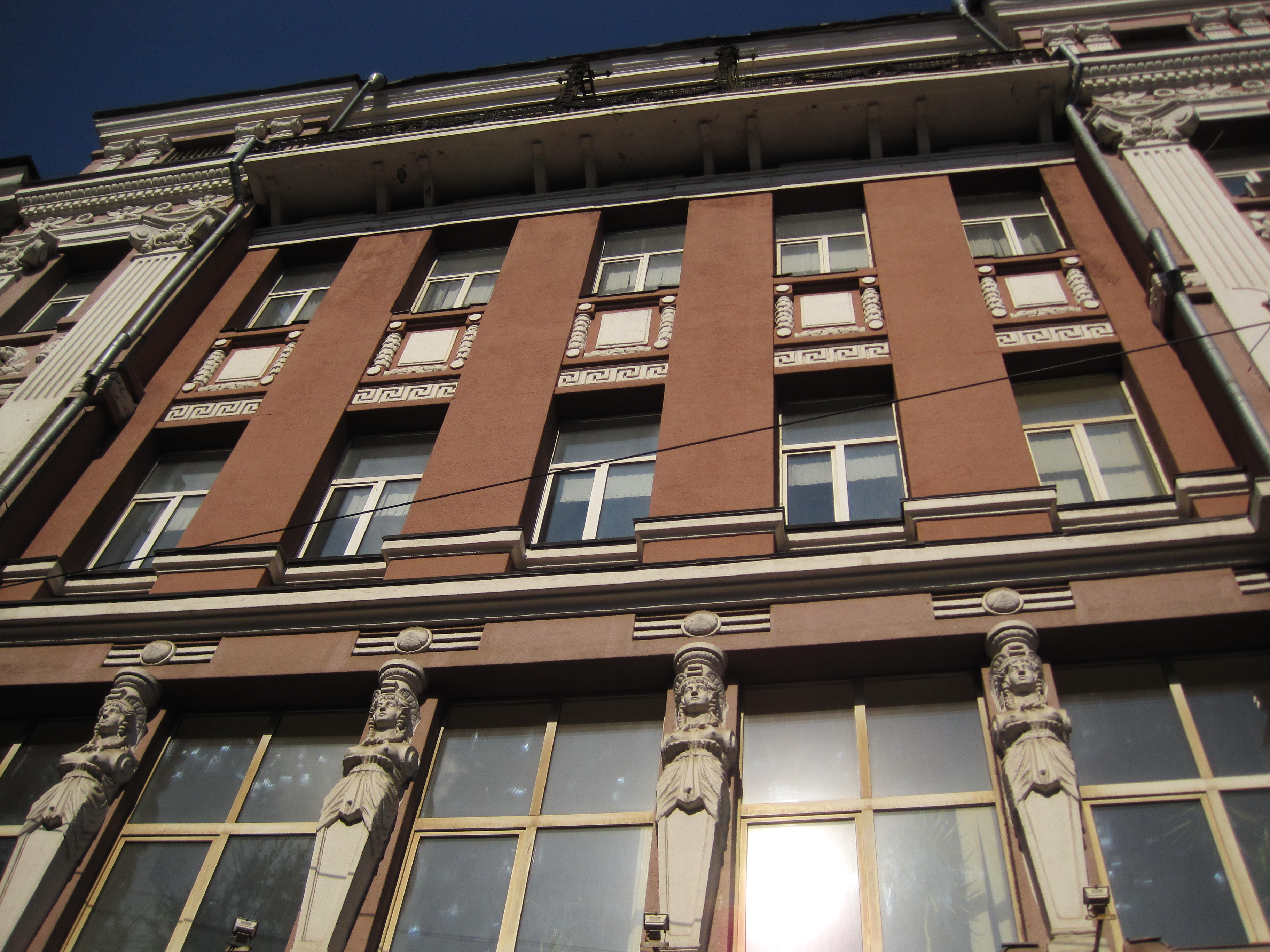
Оформлення фасаду

Парадні фасади будівлі виходять на Велику Садову вулицю і Ворошиловський проспект. Їх архітектурно-художній вигляд визначають раскреповки по всій висоті будівлі, які на останньому поверсі об'єднуються здвоєними пілястрами. Композиційним центром прибуткового будинку є його напівкругла кутова частина, яка виходить на перехрестя. Верх кутовий частини вирішено у вигляді лоджії з колонами. Центральні раскреповки виділені на першому поверсі портиками. На третьому і четвертому поверхах раскреповки оформлені у вигляді четырехколонных портиків іонічного ордера. На п'ятому поверсі розташовані довгі балкони з металевими ґратами. Фасади прибуткового будинку багато прикрашені ліпниною та декоративною штукатуркою: геральдичні шиті на першому поверсі, герми в простінках другого поверху, декоративні наличники, підвіконні вставки у вигляді вінків, гірлянд і левових масок.